# 朗代达
朗代达（法語：Landéda，法語發音：[lɑ̃deda]）是法国菲尼斯泰尔省的一个市镇，属于布雷斯特区。

## 地理
朗代达（48°35'13"N, 4°34'18"W）面积10.98 平方千米，位于法国布列塔尼大區菲尼斯泰尔省，该省份为法国最西部的省份，位于布列塔尼半岛西部，北西南三面环大西洋，东临阿摩尔滨海省和莫尔比昂省。
与朗代达接壤的市镇（或旧市镇、城区）包括：拉尼利斯。

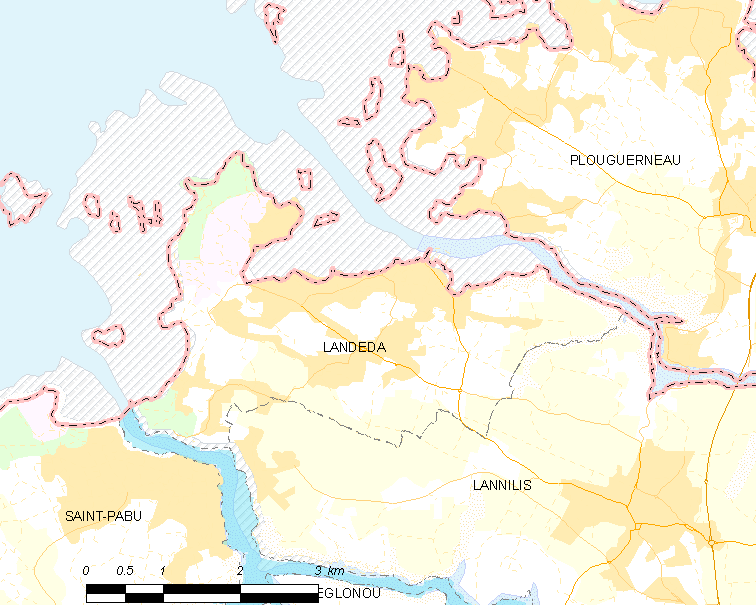
朗代达的OSM定位图

朗代达的时区为UTC+01:00、UTC+02:00（夏令时）。

## 行政
朗代达的邮政编码为29870，INSEE市镇编码为29101。

## 政治
朗代达所属的省级选区为普拉贝内克县。

## 人口

1962-2008年间朗代达人口变化图示

朗代达于2022年1月1日时的人口数量为3695人。